# Фукс, Альберт
Леонхард Иоганн Генрих Альберт Фукс (нем. Leonhard Johann Heinrich Albert Fuchs; 6 августа 1858, Базель — 15 февраля 1910, Дрезден) — немецкий пианист, композитор и дирижёр, музыкальный педагог.
Сын обосновавшегося в Швейцарии немца-переплётчика родом из Мангейма. Окончил в Базеле гимназию, в Базеле учился игре на фортепиано (у Эрнста Райтера) и композиции (у Зельмара Багге). Затем закончил Лейпцигскую консерваторию (1879), где его учителями были Карл Райнеке (композиция) и Саломон Ядассон (теория). С 1880 г. в течение трёх лет работал как оркестровый и хоровой дирижёр в Трире, затем жил в Оберлёсснице, занимаясь исключительно композицией, в 1889—1898 гг. преподавал в Висбаденской консерватории, где среди его учеников был, в частности, Макс Регер, несколько уроков взял у него в ходе своей германской поездки Ян Сибелиус. Интересовался старинными инструментами, собирал у себя дома кружок любителей старинной музыки (Регер пробовал играть на клавесине в этом кружке). С 1898 г. преподавал в Консерватории Кранца в Дрездене, в 1908 г. удостоен звания королевского профессора. Одновременно дирижировал Шумановской певческой академией, много занимался композицией, публиковал статьи о музыке в газете Dresdener Zeitung.
Имя Фукса носит улица в Дрездене (нем. Fuchsstraße).